# قائمة المنارات الموجودة في الأردن
هذه الصفحة تتضمن قائمة بالمنارات الموجودة في الأردن . 
| الإسم                                             | صورة | سنة البناء | الموقع و اتجاهات أبعادها                                   | نوع الضوء             | الإرتفاع البؤري  | رقم الوكالة الوطنية للإستخبارات الجغرافية المكانية | رقم إمارة البحر | مدى ميل البحر |
| ------------------------------------------------- | ---- | ---------- | ---------------------------------------------------------- | --------------------- | ---------------- | -------------------------------------------------- | --------------- | ------------- |
| منارة مراقبة ميناء العقبة                         |      | 1991       | العقبة 29°30′49.4″N 34°59′49.4″E / 29.513722°N 34.997056°E | فلوريدا (3) وات 10 ث. | 72 متر (236 قدم) | 30452                                              | D7298.2         | 17            |
| ضوء سارية العقبة                                  |      | 2004       | العقبة 29°31′17.3″N 35°00′02.8″E / 29.521472°N 35.000778°E | FI R                  | 43 متر (141 قدم) |                                                    | ex-E6044.2      | غير متوفر     |
| منارة أيلا مارينا شرق حاجزالأمواج                 |      | غير متوفر  | العقبة 29°32′22.9″N 34°58′49.7″E / 29.539694°N 34.980472°E | FG                    | 7 متر (23 قدم)   | 30450                                              | D7298.01        | 3             |
| منارة أيلا مارينا غرب حاجز الأمواج                |      | غير متوفر  | العقبة 29°32′23.0″N 34°58′46.2″E / 29.539722°N 34.979500°E | FR                    | 7 متر (23 قدم)   | 30451                                              | D7298.02        | 3             |
| منارة قاعدة الأسطول البحري الملكي الأردني الشمالي |      | غير متوفر  | العقبة 29°23′48.2″N 34°57′54.4″E / 29.396722°N 34.965111°E | FI R2s                | 3 متر (9.8 قدم)  | 30462                                              | D7298.24        | غير متوفر     |
| منارة قاعدة الأسطول البحري الملكي الأردني الجنوبي |      | غير متوفر  | العقبة 29°23′47.4″N 34°57′51.8″E / 29.396500°N 34.964389°E | FI R 2s.              | 3 متر (9.8 قدم)  | 30462.1                                            | D7298.245       | غير متوفر     |
| منارة نادي رويال لليخت شمال مكان نزول السفن       |      | 2014       | العقبة 29°31′45.7″N 34°59′53.4″E / 29.529361°N 34.998167°E | FI R                  | 7 متر (23 قدم)   | 30454                                              | D7298.15        | غير متوفر     |
| منارة نادي رويال لليخت جنوب مكان نزول السفن       |      | 2014       | العقبة 29°31′44.2″N 34°59′51.9″E / 29.528944°N 34.997750°E | QG                    | 7 متر (23 قدم)   | 30455                                              | D7298.1         | غير متوفر     |

## روابط أخرى
- روليت، روس. «دليل المنارة». جامعة ولاية كارولينا الشمالية في تشابل هيل.